# Rákóczi Zsigmond erdélyi fejedelem
Báró felsővadászi Rákóczi Zsigmond (Felsővadász, 1544 vagy 1554 vagy 1555 – Felsővadász, 1608. december 5.) erdélyi fejedelem (1607–1608) halála előtt Báthory Gábor javára lemondott a fejedelmi székről. A korabeli Magyarország egyik leggazdagabb főura, a Rákóczi-család vagyonának és hatalmának megalapozója volt.

## Élete
Rákóczi Zsigmond köznemesi családban született Felsővadászon 1544–1555 körül. Apja, Rákóczi János (1517–1561) Zemplén vármegye alispánja, anyja pedig Némethy Sára, Némethy Miklós és Lucskay Katalin lánya volt. Az ifjú Rákóczi Perényi Gábor apródja volt Sárospatakon. Egerben kezdte katonai pályafutását, ahol is az ifjú vitézek (valószínűleg a Perényi-udvar fiataljainak) elöljárója volt. Ezután 1572-ben Szendrő várkapitánya lett, 1575-ben pedig már az erdélyi fejedelemségre jelölt Bekes Gáspár támogatására szervezett királyi sereg parancsnoka volt. 1587-ben Eger várkapitányának nevezték ki. 1588-ban legyőzte a túlerőben lévő török csapatokat a szikszói csatában; ezért a győzelméért a királytól bárói rangot kapott 1588. augusztus 28.-án. 1588 szeptemberében részt vett a Tarcalon tartott hadi tanácskozáson. 1593-ban visszafoglalta a török kézen lévő szabadkai és füleki várakat. Részt vett az 1594-es turai csatában és ott volt Hatvan ostrománál is, 1596-ban. A harcokban fejsérülést szenvedett, amit azonban sikeresen kihevert. Hegyaljai borával kereskedve hatalmas vagyonra tett szert, még a Szepesi Kamarának is kölcsönzött, aminek fejében a Habsburg-kormányzat zálogba adta neki Szerencs városát. Itt hosszú építkezésbe kezdett, melynek eredményeképpen elkészült a szerencsi vár.
A katonai pályán is gyorsan haladt felfelé: 1598-ban Giorgio Basta alatt szolgált, mint a vitézi rend parancsnoka, majd a birtokelkobzási perek hatására, amelyek őt sem kímélték, 1604-ben a Bocskai-felkelés oldalára állt. Bocskai István felfigyelt az idősödő főúr kiváló szervezőképességére, ezért az erdélyi rendekkel kormányzóvá (gubernátor) neveztette ki. Ilyen minőségben érte a fejedelem halála 1606. december 29-én.

## Uralkodása

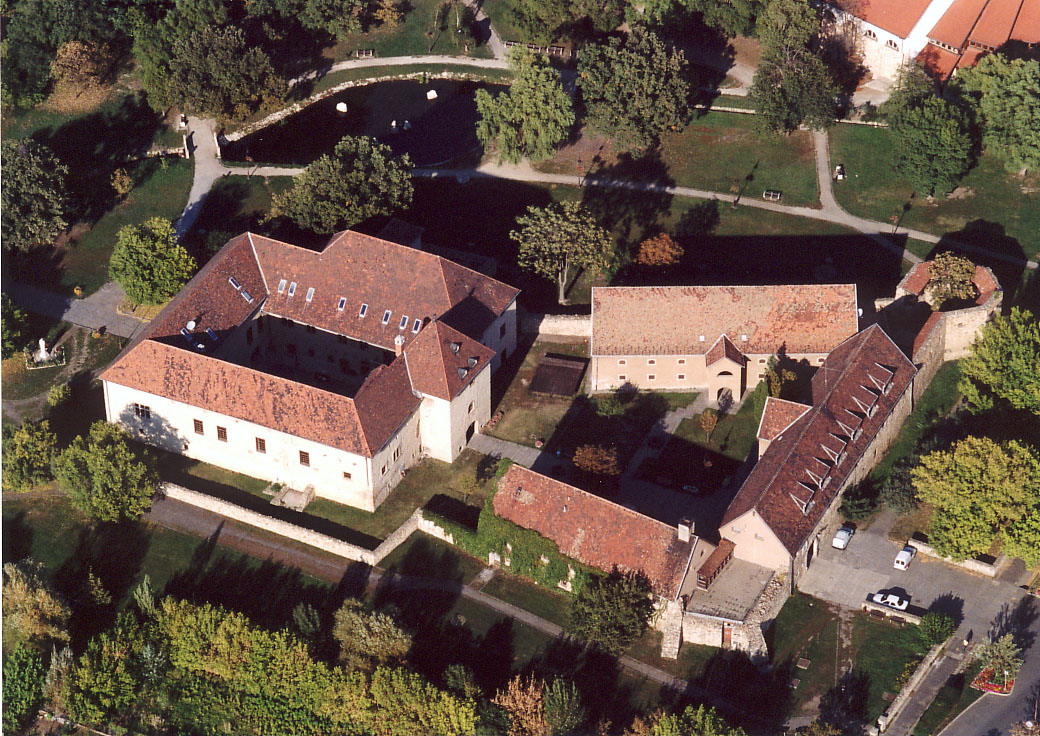
A szerencsi Rákóczi-vár

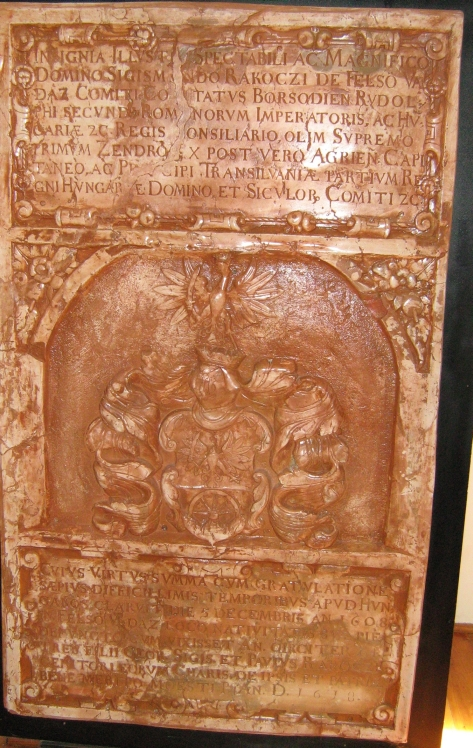
Rákóczi Zsigmond sírköve

Bocskai végrendeletében Homonnai Drugeth Bálintot, a katonai téren szintén jeleskedő felső-magyarországi arisztokratát jelölte ki örökösének, aki élvezte a Porta támogatását is. Homonnai és potenciális vetélytársa, Báthory Gábor azonban értékes időt vesztett, amikor részt vett Bocskai többhetes, Kassától Gyulafehérvárig tartó temetési menetében: távollétükben az erdélyi rendek a gyulafehérvári országgyűlésen 1607. február 11-én fejedelemmé választották Rákóczit. A szultán megerősítő levele február 22-én érkezett Erdélybe.
A protestáns Rákóczi népszerűségét azzal próbálta megteremteni, hogy törvényt hozatott a jus ligatum feloldására, ezáltal mód adódott az 1594-ben kivégzett nemesek birtokait visszakövetelni. A székelyeket kiváltságokkal és címekkel igyekezett megnyerni. Ő támogatta Károlyi Gáspár bibliafordításának, a „vizsolyi Bibliának” a megjelentetését. Közben mindvégig áskálódott ellene a fiatal, energikus és dúsgazdag Báthory Gábor, aki – protestáns létére – hajlandó volt még Béccsel is kiegyezni a katolicizmus terjesztéséről a Habsburgok támogatása fejében.
Rákóczi bukását a hajdúk felkelése okozta: a Nagy András vezette katonák a Bocskai halálával semmissé lett privilégiumaik megújításáért szálltak harcba Rudolf csapatai ellen. Rákóczi nem akarta kenyértörésre vinni a dolgot a királlyal, így a helyzetük rendezését ígérő Báthory gond nélkül megnyerte a hajdúk támogatását ellene. Rákóczi beletörődött a bukásba, és már 1607 októberében megalkudott Báthoryval: hatalmas zálog fejében (Báthory a szádvári és a sárosi uradalmakat adta neki) 1608. március 5-én lemondott fejedelmi címéről. A hajdúk nagyra értékelték lemondását, és garantálták biztonságát.
Családi birtokán, Felsővadászon érte a halál nem sokkal ezután, 1608. december 5-én. A szerencsi református templomban helyezték örök nyugalomra 1609. január 21-én; fiai által állított síremléke a város egyik nevezetessége.

## Leszármazottai

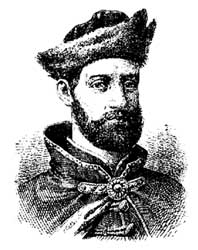
Rákóczi Zsigmond

Zsigmond négyszer nősült, mindhárom házassággal jelentősen növelte vagyonát. Első feleségét, csegekátai Káthay Ferenc lányát Borbálát  1585. február 21-én (a lakodalmat Mislyén a lányos háznál kezdődött, majd Szerencsen folytatódott), azonban Borbála hamar elhunyt. Második feleségét Alaghy Békény Juditot, aki Mágochy András özvegye volt, 1587 júniusában vette feleségül. Általa Felső-Magyarország legnagyobb birtokosává vált, a feleség hozománya közt szerepelt Munkács és Tállya is. Judit pár évvel a házasság után, 1591. július 29-én meghalt. Tőle egy lánya, Erzsébet született (meghalt 1604-ben), aki 1602-ben Homonnai Drugeth Bálint felesége lett.
Harmadik felesége Gerendi Anna, Gerendi János és Erdélyi Katalin lánya volt, őt 1592-ben vette feleségül. Ebből a házasságából a következő gyermekek születtek:
- György fejedelem (1593–1648), Lorántffy Zsuzsanna férje, 1630-tól haláláig Erdély fejedelme.
- Zsigmond (1595–1620), Lorántffy Mária férje, gyermektelenül halt meg.
- Pál (kb. 1596–1636), országbíró, és Sáros valamint Torna vármegye főispánja

Negyedik feleségét, Thelegdy Borbálát, Chapy Kristóf özvegyét 1596. május 9-én Parnón vette feleségül. Férje korai halála után rámaradt az árvák nevelése, amit az asszony gyermektelen lévén nagy odaadással folytatott. Thelegdy maga katolikus volt és a legkisebb fiút, Pált is ebben a hitben nevelte, ő felnőttként is a katolikus vallás híve maradt. Más források szerint Pál Thelegdy édesfia volt.